# Notts County Ladies Football Club
El Notts County Ladies Football Club es la sección femenina del Notts County FC, un club inglés de fútbol. Juegan en el Meadow Lane Stadium de Nottingham.

## Historia

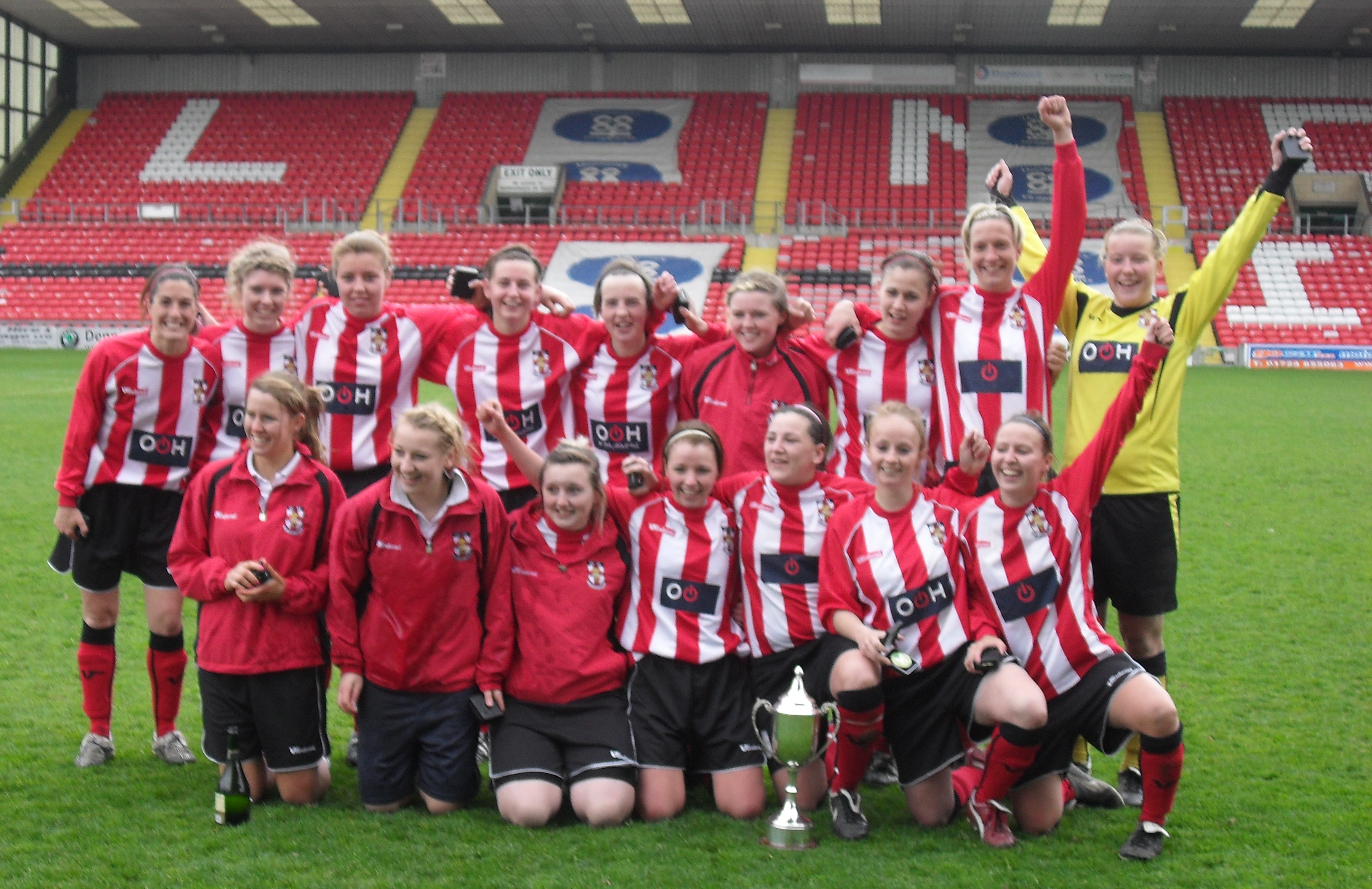
El Lincoln City, tras ganar la Copa Condal de Lincolnshire en 2010

El equipo fue creado originalmente en 1995 en Lincoln como sección femenina del Lincoln City y con el nombre Lincoln Ladies.
Debutó en 2ª División en 2002. Entre 2007 y 2010 rozó el ascenso, con cuatro subcampeonatos seguidos, y en 2008 alcanzó las semifinales de Copa.
En 2011 la FA les eligió como uno de los ocho equipos fundadores de la WSL, la nueva máxima categoría. En 2014 rompieron con el Lincoln City y se convirtieron en la sección femenina del Notts County, en Nottingham.

## Trayectoria liguera
|             | 02 | 03 | 04 | 05 | 06 | 07 | 08 | 09 | 10 | 11 | 12 | 13 | 14 |
| ----------- | -- | -- | -- | -- | -- | -- | -- | -- | -- | -- | -- | -- | -- |
| 1ª División |    |    |    |    |    |    |    |    |    | 4º | 5º | 6º | 6º |
| 2ª División |    | 7º | 8º | 9º | 4º | 2º | 2º | 2º | 2º |    |    |    |    |
| 3ª División | ?  |    |    |    |    |    |    |    |    |    |    |    |    |

## Jugadoras

### Plantilla 2014
| Porteras                     | Defensas                                                                    | Centrocampistas | Delanteras |
| ---------------------------- | --------------------------------------------------------------------------- | --- | --- |
| Jules Draycott Carly Telford | Sophie Bradley Rachel Corsie Anna Green Katie Hoyle Amy Turner Rachel Unitt | Sophie Barker Hayley Bowden Eleanor Clarke Jessica Clarke Holly Crosby Sophie Haywood Laura O'Neil Desiree Scott Katy Thornley Sophie Walton | Lara Fay Caitlin Friend Fiona O'Sullivan Ashleigh Plumptre Dunisa Susi Courtney Sweetman-Kirk Aileen Whelan Ellen White |

Entrenador: Rick Passmoor